# Sõmeri
Sõmeri est une île d'Estonie en Väinameri.

## Géographie
Elle fait partie du parc national de Matsalu et appartient à la commune de Ridala.

## Localisation

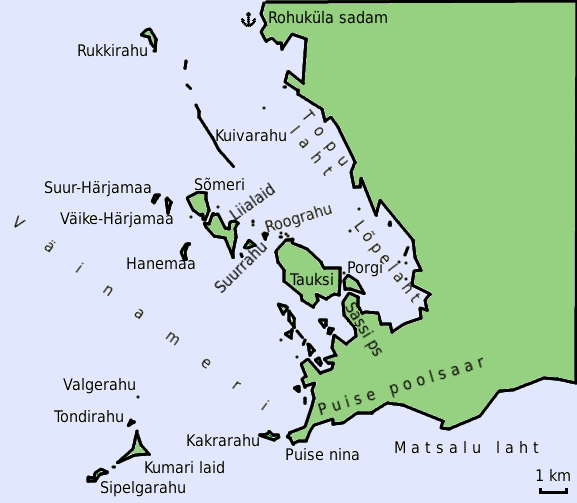
Carte de Sõmeri et de ses îles voisines